# Desportiva Ferroviária
Maillots
Le Associação Desportiva Ferroviária Vale do Rio Doce est un club brésilien de football basé à Cariacica dans l'État de l'Espírito Santo.

## Palmarès
- Championnat de l'Espírito Santo de football
  - Champion : 1964, 1965, 1967, 1972, 1974, 1977, 1979, 1980, 1981, 1984, 1986, 1989, 1996, 2000, 2013, 2016